# دوقية هولشتاين
 دوقية هولشتاين (بالألمانية: Herzogtum Holstein) أقصى دولة شمالية في الإمبراطورية الرومانية المقدسة، تقع في ولاية ولاية شلسفيغ هولشتاين الألمانية الحالية.
أنشأت بترقية كونتية هولشتاين إلى دوقية في عام 1474. حـُكمت بالاشتراك مع دوقية شلسفيغ من قبل أعضاء من آل أولدنبورغ طوال فترة وجودها.
بين عامي 1490 و1523، ومرة أخرى بين عامي 1544-1773 قـُسمت الدوقية بين فروع آل أولدنبورغ مختلف، أبرزهم دوقات هولشتاين غلوكشتات (مماثل لملوك الدنمارك) ودوقات هولشتاين غوتورب.
انتهى وجود الدوقية عندما تم ضمتها بروسيا في عام 1866 في أعقاب حرب شلسفيغ الثانية.